# Terremoto de Tumbes de 1953
El terremoto de Tumbes de 1953 fue un movimiento sísmico de magnitud 7.8 MW ocurrido el sábado 12 de diciembre de 1953 a las 12:31 UTC-5, a una profundidad de 25 km y una intensidad en la escala de Mercalli de VIII.Su epicentro se localizo en el Departamento de Tumbes a 20 km de la ciudad de Tumbes, y a 35 km de la frontera peruano-ecuatoriana.

## Generalidades
Se produjo un tsunami de 0,2 m en Salinas, Ecuador.

## Impacto
Producto del terremoto 6 personas murieron y 20 resultaron heridas.Se registraron numerosos daños materiales en las poblaciones peruanas de Tumbes y Corrales. El movimiento fue sentido en un área aproximada de 700,000 Km2 y el área de mayor destrucción abarcó unos 5,000 Km2.En Guayaquil, Ecuador, la intensidad Mercalli fue VI–VII. Se registraron fisuras en suelos húmedos.